# ورزشگاه جمهوری
ورزشگاه جمهوری (انگلیسی: Stadionul Republican) یک ورزشگاه چندمنظوره در کیشیناو، مولداوی بود. این ورزشگاه در سال ۱۹۵۲ افتتاح شده‌بود و در سال ۲۰۰۷ تخریب شد و ظرفیت آن ۸٬۰۸۴ نفر بود. بازی‌های خانگی باشگاه فوتبال داچیا کیشیناو و باشگاه فوتبال زیمبرو کیشیناو در این ورزشگاه برگزار می‌شد.